# Генрих фон Вейда

Герб фогтов Вейды

Генрих фон Вейда (нем. Heinrich von Weida, в некоторых русскоязычных источниках Генрих фон Вида, 1190—1249) — ландмейстер Тевтонского ордена в Пруссии в 1239—1244 годы (точные даты разные источники дают по-разному). Вице-ландмейстер Ордена в Пруссии в 1247—1249 годах.

## Биография
Генрих фон Вейде вступил в Орден в 1224 году. С 1239 года пребывал в Пруссии в должности ландмейстера.
В 1242 году городской совет города Любека обратился к Тевтонскому ордену с предложением построить в устье Прегеля свободный город в обмен на выделение Ордену средств для борьбы с пруссами. 31 декабря 1242 года Генрих фон Вейда заключил с Любеком соглашение на этих условиях, но в это же время происходит восстание пруссов и исполнение договора было отложено. В марте 1246 года из Любека в Пруссию прибыли два полномочных представителя (Штуреман и Танкуард), которым было поручено исполнить обязательства по договору. Новый ландмейстер Пруссии Поппо фон Остерна отказался исполнять соглашение (так как внешние условия изменились, восстание было подавлено и орден обрёл большую силу на этих землях). Для решения спора стороны обратились к третьей стороне, епископу Хайденрайху из Кульма, который 10 марта 1246 года вынес свой вердикт: «Любек волен строить в устье Прегеля город, но этот город будет подчиняться ордену и обладать ограниченными привилегиями. Крепость же, вне всякого сомнения, должна находиться в ведении Тевтонского ордена. Орден должен также иметь военное и политическое господство над городом». Однако город так и не был основан в 1246 году, а вступление в Ганзу состоялось только в 1339 году.
В 1247 году, после того, как Святополк (померанский князь) построил в ходе своего похода против ордена крепость недалеко от Христбурга, Генрих фон Вейда был назначен вице-ландмейстером Пруссии и «пришёл с 50 рыцарями и многими другими воинами в Пруссию, расположился недалеко от прусской крепости померан и в рождественскую ночь (нем. Christnacht) взял крепость, после чего она стала называться Христбургом». Пробыл вице-ландмейстером до своего возвращения в Германию в 1249 году. В этом же году умер.